# Listas de partidos satélites árabes en Israel

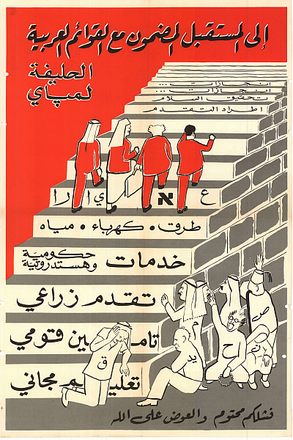
Cartel electoral de Mapai, instando a los árabes a votar por sus listas aliadas. El lema principal dice "Hacia un futuro garantizado con las listas árabes, aliadas con Mapai".

Las listas de satélites árabes, también conocidas como listas árabes o los partidos satélites, eran partidos árabes israelíes formados con el propósito de apoyar electoralmente a Mapai (y más tarde al Partido Laborista), Mapam y los Sionistas Generales entre 1948 y mediados de la década de 1970. Entre las elecciones de 1949 y las elecciones de 1969, la mayor parte del voto árabe israelí se dividió entre los partidos comunistas Maki y Rakah (una escisión dominada por los árabes de Maki en 1965, reconocida por la Unión Soviética como el partido comunista oficial) y las listas satélite árabe. Según la académica israelí Rebecca Kook, Maki y Rakah fueron considerados los únicos partidos que realmente representaban los intereses árabes hasta que la Lista Progresista por la Paz ganó dos escaños en las elecciones de 1984 .
La existencia de las listas árabes se debió en parte a que a los árabes se les prohibió ser miembros de Mapai hasta 1973. A diferencia de los partidos políticos normales, estas listas no estaban activas entre elecciones. La mayoría de las listas sobrevivieron a más de un término, y todas estaban subordinadas a las políticas de su patrón Mapai.
Según Ilana Kaufman, las listas árabes; "no eran partidos propiamente dichos sino arreglos electorales ad hoc para la elección de árabes a la Knesset". Majid Al Haj escribe que el objeto de las listas "no era la movilización política de las poblaciones árabes sino la captura de votos árabes".
El Partido Laborista retiró su apoyo de su última lista satélite, la Lista Árabe Unida, antes de las elecciones de 1981. La Alineación, una alianza del Partido Laborista y Mapam, vio triplicada su participación en el voto árabe en las elecciones, mientras que la Lista Árabe Unida no logró cruzar el umbral electoral. El Partido Democrático Árabe, establecido en 1988 como una escisión del Partido Laborista, tomó efectivamente su lugar en la esfera política.

## Todas las listas de satélites árabes
| Nombre                                        | Fecha    | Fecha      | Elecciones                   | Partido Apoyado          | Partido Apoyado          |
| Nombre                                        | Creación | Disolución | Elecciones                   | Partido Apoyado          | Partido Apoyado          |
| --------------------------------------------- | -------- | ---------- | ---------------------------- | ------------------------ | ------------------------ |
| Bloque Árabe Popular                          | 1949     | 1949       | 1949                         | Mapam                    | Mapam                    |
| Lista Democrática de Nazaret                  | 1949     | 1951       | 1949                         | Mapai                    | Mapai                    |
| Lista Árabe – El Centro                       | 1955     | 1955       | 1955                         | Sionistas Generales      | Sionistas Generales      |
| Lista Democrática de los Árabes Israelíes     | 1951     | 1959       | 1951, 1955                   | Mapai                    | Mapai                    |
| Facción Independiente de los Árabes Israelíes | 1959     | 1959       | 1959                         | Mapai                    | Mapai                    |
| Agricultura y Desarrollo                      | 1951     | 1961       | 1951, 1955, 1959             | Mapai                    | Mapai                    |
| Progreso y Trabajo                            | 1951     | 1961       | 1951, 1955, 1959, 1961       | Mapai                    | Mapai                    |
| Cooperación y Desarrollo                      | 1966     | 1967       | No participó en ninguna      | Mapai                    | Mapai                    |
| Hermandad judío-árabe                         | 1968     | 1969       | No participó en ninguna      | Partido Laborista        | Partido Laborista        |
| Cooperación y Fraternidad                     | 1959     | 1973       | 1959, 1961, 1965, 1969, 1973 | Mapai, Partido Laborista | Mapai, Partido Laborista |
| Progreso y Desarrollo                         | 1959     | 1977       | 1959, 1961, 1965, 1969, 1973 | Mapai, Partido Laborista | Mapai, Partido Laborista |
| Lista árabe para beduinos y aldeanos          | 1973     | 1977       | 1973                         | Partido Laborista        | Partido Laborista        |
| Movimiento Árabe Reformista                   | 1977     | 1977       | 1977                         | Ratz                     | Ratz                     |
| Lista Árabe Unida                             | 1977     | 1981       | 1977, 1981                   | Partido Laborista        | Partido Laborista        |